# Winchester (Arkansas)

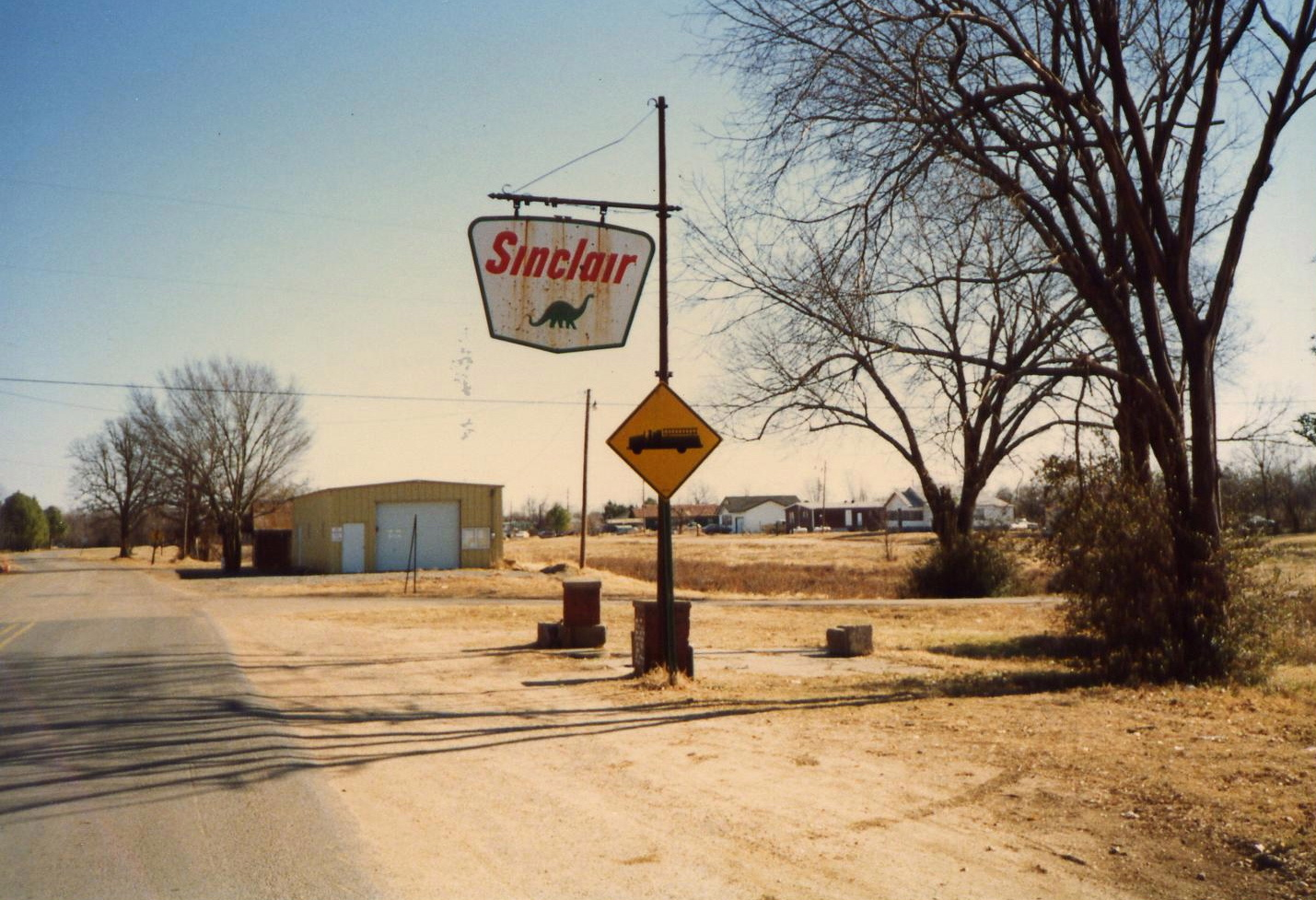
Winchester

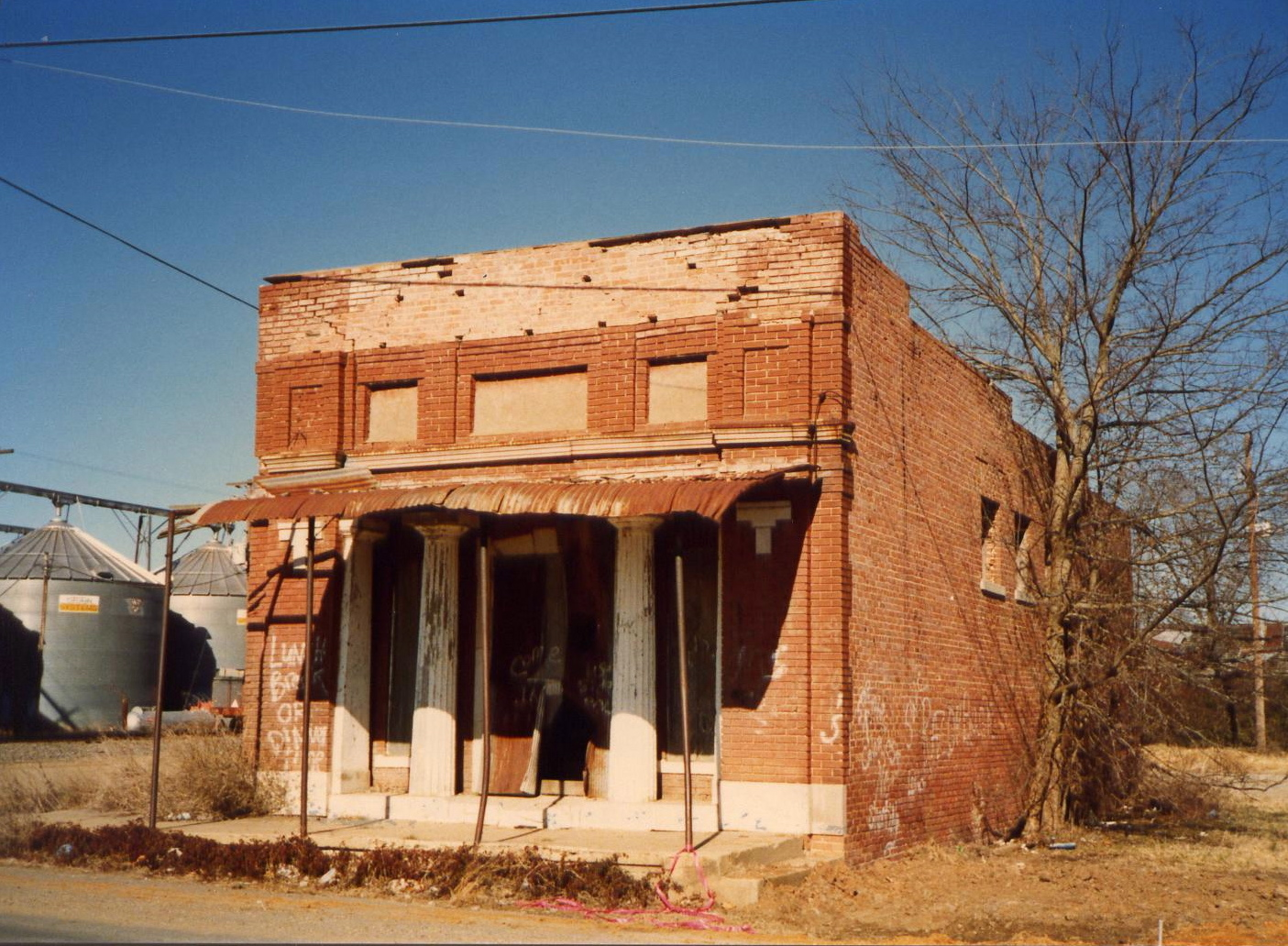
Winchester

Winchester é uma cidade localizada no estado americano de Arkansas, no Condado de Drew.

## Demografia
Segundo o censo americano de 2000, a sua população era de 191 habitantes.
Em 2006, foi estimada uma população de 187, um decréscimo de 4 (-2.1%).

## Geografia
De acordo com o United States Census Bureau, a localidade tem uma área de 1,3 km², sem área coberta por água.

## Localidades na vizinhança
O diagrama seguinte representa as localidades num raio de 24 km ao redor de Winchester.